# Kirovszko-Viborgszkaja
A Kirovszko-Viborgszkaja, másképpen 1-es vonal (oroszul: Кировско-Вы́боргская ли́ния) a szentpétervári metró legrégebbi, piros színnel jelölt metróvonala. A várost északkelet-délnyugat irányban szeli át, érintve a városmagot is. 1955-ben adták át; az eredeti állomások híresek gyönyörű kialakításukról, díszítésükről. Szentpétervár öt legjelentősebb vasútállomása közül négyet érint. A vonal hosszúsága összesen 29,6 kilométer.

## Szakaszok átadása
| Szakasz                                    | Átadás                |
| ------------------------------------------ | --------------------- |
| Ploscsagy Vossztanyija – Avtovo            | 1955. november 15.    |
| Puskinszkaja                               | 1956. április 30.     |
| Ploscsagy Vossztanyija – Ploscsagy Lenyina | 1958. június 1.       |
| Avtovo – Dacsnoje (átmeneti)               | 1966. június 1.       |
| Ploscsagy Lenyina – Lesznaja               | 1975. április 22.     |
| Lesznaja – Akagyemicseszkaja               | 1975. december 31.    |
| Avtovo – Proszpekt Vetyeranov              | 1977. szeptember 29.. |
| Akagyemicseszkaja – Gyevjatkino            | 1978. december 29.    |
| Összesen                                   | 19 állomás            |